# 侏斑蛛
侏斑蛛（学名：Euophrys obsoleta）为跳蛛科斑蛛属的动物。分布于欧洲、俄罗斯以及中国大陆的新疆等地，多生活于草丛。该物种的模式产地在欧洲。